# جيمس وايت كروكس
جيمس وايت كروكس هو سياسي كندي، ولد في 3 فبراير 1866، وتوفي في 4 سبتمبر 1944.